# Liste der Mitglieder der National Academy of Sciences/1885
Im Jahr 1885 wählte die National Academy of Sciences der Vereinigten Staaten 5 Personen zu ihren Mitgliedern.

## Neugewählte Mitglieder
- Arnold Hague (1840–1917)
- Edward S. Holden (1846–1914)
- Henry Mitchell (1830–1902)
- Frederic Putnam (1839–1915)
- William Augustus Rogers (1832–1898)